# Jusqu'au dernier
Pour les articles homonymes, voir Jusqu'au dernier (homonymie).
Pour plus de détails, voir Fiche technique et Distribution.
Jusqu'au dernier est un film français réalisé par Pierre Billon et sorti en 1957.

## Synopsis
Fernand Bastia, un truand, a « doublé » ses amis et s'est réfugié chez des forains où travaille sa sœur Marcella. Il a gardé les 14 millions d'un hold-up et a dénoncé le reste de la bande à la police. Certains se sont échappés et Riccioni, leur chef, retrouve la trace de Bastia. Celui-ci, après avoir été l'amant de Gina, une danseuse, mourra comme tous ceux qui convoitaient le magot : Riccioni, le gitan Quedchi, Pépé, le second de Riccioni et Marcella.

## Fiche technique
- Titre : Jusqu'au dernier
- Réalisation : Pierre Billon
- Scénario : Pierre Billon et André Duquesne, d'après le roman Jusqu'au dernier d'André Duquesne[1]
- Dialogues : Michel Audiard
- Assistants réalisateur : Claude Pinoteau, Bernard Paul et Robert Savanne
- Décors : Jean d'Eaubonne, assisté de Jacques Gut et Marc Frédérix
- Costumes : Pierre Nourry
- Photographie : Pierre Petit
- Opérateur : Noël Martin, assisté de Roger Tellier et Guy Maria
- Musique : Georges Van Parys (Éditions Hortensia)
- Montage : Georges Arnstam, assisté de Jacques Gaillard et Jean Hamon
- Son : Jean-Désiré Bertrand
- Maquillage : Marcel Bordenave, assisté d'Odette Rey
- Coiffures : Claude Uselmann
- Photographe de plateau : Jean Magis
- Script-girl : Martine Guillou
- Régisseur : Eric Geiger
- Régisseurs d'extérieurs : Roger Joint, Louis Germain
- Production et distribution : Les Films Marceau (Paris)
- Distribution en Italie : Manenti
- Coproduction: Laetitia Film (Rome)
- Chef de production : Edmond Ténoudji
- Directeur de production : André Reffet
- Tournage du 1er octobre au 24 novembre 1956, studios Photosonor de Courbevoie[2]
- Tirage : Laboratoire Franay L.T.C Saint-Cloud
- Enregistrement : S.I.M.O
- Entrées France : 1 244 915 spectateurs
- Pays de production :  France
- Format : Noir et blanc - 1,37:1 - 35 mm - Son mono
- Année de réalisation : 1956
- Genre : Thriller
- Durée : 90 minutes
- Date de sortie :  
  - France -  20 mars 1957
- Visa d'exploitation en France : no 18941, délivré le 13-3-1957
- Affiche : Boris Grinsson (France)

## Distribution
- Raymond Pellegrin : Fernand Bastia, le « donneur »
- Jeanne Moreau : Gina, la danseuse du cirque
- Paul Meurisse : Fredo Riccioni, le chef de bande
- Marcel Mouloudji : Quedchi, le forain gitan
- Max Révol : Cinquo, le patron du cirque
- Jacques Dufilho : Pépé, un homme de main de Fredo
- Jacqueline Noëlle : Angèle Lombardi, la petite amie de Fredo
- Orane Demazis : la mère de Quedchi
- Mijanou Bardot (voix doublée par Martine Sarcey) : Josiane, l'écuyère et fille de Cinquo
- Howard Vernon : Philippe Dario, le trapéziste
- Michèle David : la fille et partenaire  de Philippe Dario
- Lila Kedrova : Marcella Bastia, la sœur de Fernand, employée du cirque
- Colette Fleury : la présentatrice
- Robert Blome : un employé du cirque
- Rita Cadillac : Madeleine, la stripteaseuse du cirque
- Emile Genevois : le garçon de café
- Charles Bouillaud : un gendarme
- Georges Demas : l'agent assommé
- Olivier Richard : le petit garçon au chien
- Louis Viret : l'employé de la consigne
- Paul Barge : le concierge de l'hôtel
- Jacky Blanchot : le bistrot abritant la bande de Ricioni
- Ky Duyen : un complice de Riccioni
- Georgette Peyron
- Clara Gansard